# 미즈노 다다쿠니
미즈노 다다쿠니(일본어: 水野忠邦 미즈노 타다쿠니[*])는 에도 시대 후기의 다이묘이다. 히젠국 가라쓰번 제4대 번주, 후의 도토미국 하마마쓰번 초대 번주. 노중수좌로써 덴포의 개혁을 주도했다.

## 생애
1794년 간세이 6년 6월 23일 가라쓰 번의 3대 영주 미즈노 다다아키라의 차남으로 태어났다. 맏형 요시마루가 요절했기 때문에 1805년 분카 2년 가라쓰 번의 세자가되어, 2년 후인 1807년 제11대 쇼군 도쿠가와 이에나리와 세자 도쿠가와 이에요시에게 처음 선을 보였다. 그리고 종5위 아래, 식부성의 소보(하급 관리)로 임관했다.
분카 9년(1812년)에 아버지 다다아키라가 은거했기 때문에 가독을 상속한다.
다다쿠니는 막부 조정에서 승진하는 것을 강하게 희망했고, 많은 비용을 써서 엽관 운동(뇌물)을 한 결과 분카 13년(1816년)에 소샤반이 된다. 다다쿠니는 소샤반 이상 승진을 원했지만 가라쓰 번이 나가사키 경비를 하는 특정한 임무 때문에 승격에 실패한 것을 알자 가신의 간언을 무릅쓰고 이듬해 1817년 분카 14년 9월, 실봉 25만 3,000석 가라쓰에서 실봉 15만 3,000석 하마마쓰번으로 전봉을 자원하여 실현시켰다. 이 임지를 바꿀 때 미즈노 가문의 가로 니혼마쓰 요시카도(二本松義廉)는 다다쿠니에 간언을 하다가 죽음을 당했다. 또한 가라쓰 번에서 일부 천황의 영지에 몰수한 지역이 있어 지역 사람들은 번을 바꾸기 위한 공작을 위한 뇌물로 사용된 것이 아니냐는 의혹과 천황 영지의 연공 회수가 어려웠기 때문에 이후에도 원망을 샀다.
이 국체로 인해 다다쿠니의 이름은 막부 조정에 널리 알려지게 되었고, 이에 따라 같은 해에 지샤 부교를 겸임하게 된다. 막부의 중신이 된 것으로도 오히려 다른 사람으로부터 엽관 자금 (뇌물)을 받는 입장이 되어 신하들의 불만도 어느 정도 완화할 수 있었다.
그 후 쇼군 이에나리의 아래에서 두각을 나타내어, 1825년 분세이 8년에 오사카 성주 대리가 되었고, 종4위하로 승위한다. 이듬 해 1826년에 교토 쇼시다이가 되어 시종 에치젠노카미로 승서했고, 11년에 니시노 마루의 로주가 되어 쇼군의 세자 도쿠가와 이에요시의 보좌역을 지냈다.
1834년 덴포 5년 아버지 다다아키라가 병으로 죽었기 때문에 대신 혼마루 루주에 임명되었고, 1837년에 마음대로 어용괘를 겸하고, 1839년에 노중 수좌가 되었다.

### 덴포의 개혁
다다쿠니는 이국선이 일본 근해에 잇따라 출몰해 일본의 해안 방비를 위협하는 한편, 연공 쌀 수입이 격감하고, 중진 정치 속에 방만한 재정으로 대응 수단을 찾지 못하고 막부에 강한 위기감을 불러오게 된다.
그러나 이에나리 생전 동안 미즈노 다다아쓰, 하야시 다다후사, 미노베 모치나루(3명을 총칭하여 덴포 3영인이라 한다)을 비롯한 이에나리 측근이 권력을 쥐고 있었으며, 다다쿠니는 개혁을 시작했다.
1837년 덴포 8년 4월에 도쿠가와 이에요시가 제12대 쇼군에 취임하였고, 이어서 1841년 덴포 12년 윤 1월 중진 이에나리의 훙거를 거쳐 이에나리의 옛 측근을 파면하고 도야마 가게모토, 야베 사다노리, 오카모토 마사시게, 도리이 요조, 시부카와 히로나오 등을 등용하고 덴포의 개혁에 착수했다. 덴포의 개혁은 “교호, 간세이의 정치에 복귀하도록 노력하라”고 각서를

## 등장 작품
- 오오쿠 (만화) - 작가: 요시나가 후미

## 같이 보기
- 아사노 나가마사 - ... - 아사노 무네쓰네 - 미즈노 다다카네 - 미즈노 다다아키라 - 미즈노 다다쿠니
- 아토베 요시스케
- 홋타 마사요시
- 마나베 아키카쓰
- 오타 스케토모
- 야베 사다노리
- 덴포의 개혁

## 참고 자료
- 北島正元『水野忠邦』（吉川弘文館） 1969년
- 角田音吉『水野越前守』（博文館）

| 전임 미즈노 다다아키라 | 제4대 가라쓰번 번주 (미즈노가) 1812년 ~ 1817년 | 후임 오가사와라 나가마사 |

| 전임 이노우에 마사모토 | 제1대 하마마쓰번 번주 (미즈노가, 다다모토계) 1817년 ~ 1845년 | 후임 미즈노 다다키요 |

| 전임 마쓰다이라 야스토 | 제54대 오사카 조다이 1825년 ~ 1826년 | 후임 마쓰다이라 무네아키라 |

| 전임 마쓰다이라 야스토 | 제41대 교토 쇼시다이 1826년 ~ 1828년 | 후임 마쓰다이라 무네아키라 |